# 王士显
王士显，明朝人，是一名明朝政治人物。
王士显曾接替朱显宗任嘉定县知县一职，由任仲礼接任。